# Deurne, Belgien
Deurne är en ort i Belgien.   Den ligger i provinsen Antwerpen och regionen Flandern, i den centrala delen av landet, 40 km norr om huvudstaden Bryssel. Deurne ligger 8 meter över havet och antalet invånare är 69 585.
Terrängen runt Deurne är mycket platt. Runt Deurne är det tätbefolkat, med 613 invånare per kvadratkilometer.. Närmaste större samhälle är Antwerpen, 4,3 km väster om Deurne. 
Trakten runt Deurne består till största delen av jordbruksmark.